# Verbrämung

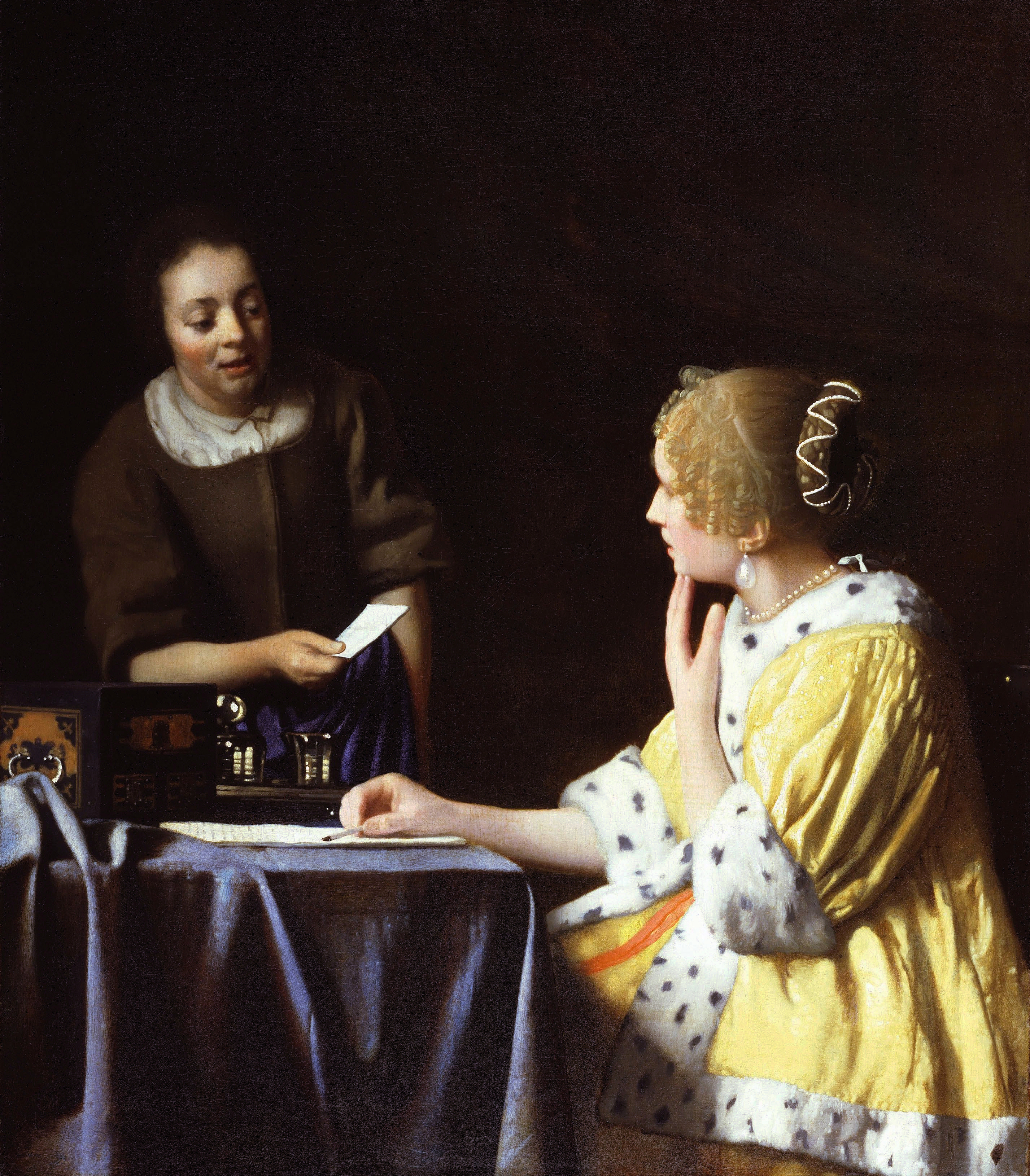
Hermelinverbrämung am Gewand einer Frau, Detail eines Gemäldes von Jan Vermeer

Als Verbrämung oder Verbrämen (Einranden) wird die Verzierung des Randes eines Kleidungsstückes, besonders mit Pelz, bezeichnet. Das frühniederdeutsche Wort Brame bedeutete Rand, auch Waldrand. Die Gestaltung und Anwendung der Verbrämung richtet sich nach der jeweiligen Mode, sie kann ein Textilteil völlig umfassen, oder es werden nur einzelne Teile besetzt oder eingefasst.  Beispiele sind die Pluderhose oder der Tappert.
Davon abgeleitet wird Verbrämung und „etwas verbrämen“ als Synonym für Euphemisierung („beschönigende Aussage“) verwendet.